# Ogrodniki (rejon stołpecki)
Ogrodniki (biał. Агароднікі; ros. Огородники) – wieś na Białorusi, w obwodzie mińskim, w rejonie stołpeckim, w sielsowiecie Derewno.

## Historia
W dwudziestoleciu międzywojennym leżały w Polsce, w województwie nowogródzkim, w powiecie stołpeckim, w gminie Derewno. W 1921 miejscowość liczyła 201 mieszkańców, zamieszkałych w 39 budynkach, w tym 199 Polaków i 2 Białorusinów. 198 mieszkańców było wyznania rzymskokatolickiego i 3 prawosławnego.
W okresie od 14 lipca do 8 sierpnia 1943., w ramach operacji Hermann Niemcy spalili Ogrodniki i zamordowali około 250 mieszkańców. Na terenie gminy Derewno spacyfikowano w tym okresie m.in. wsie Szarzyszcze, Kleciszcze, Preczyszcze.
Po II wojnie światowej w granicach Związku Radzieckiego. Od 1991 w niepodległej Białorusi.